# Список кафедральних соборів Швеції
Список кафедральних соборів Швеції — перелік єпископських катедр і християнських храмів Швеції.

## Церква Швеції
| Собор                  | Зображення | Діоцез            | Локалізація     | Дата            | Стиль                         | Коментар                                                                         |
| ---------------------- | ---------- | ----------------- | --------------- | --------------- | ----------------------------- | -------------------------------------------------------------------------------- |
| Собор Векше            |            | Діоцез Векше      | Векше           | біля 1300 р.    |                               |                                                                                  |
| Собор Вестероса        |            | Діоцез Вестероса  | Вестерос        | коло 1150 р.    |                               |                                                                                  |
| Собор Вісбю            |            | Діоцез Вісбю      | Вісбю           | біля 1225 р.    |                               |                                                                                  |
| Собор Гетеборга        |            | Діоцез Гетеборга  | Гетеборг        | 1815 (1633) р.  | класицизм                     |                                                                                  |
| Собор Кальмара         |            | Діоцез Векше      | Кальмар (місто) |                 | бароко класицизм              | колишній катедральний собор                                                      |
| Собор Карлстада        |            | Діоцез Карлстада  | Карлстад        | 1730 р.         |                               |                                                                                  |
| Собор Лінчепінга       |            | Діоцез Лінчепінга | Лінчепінг       | близько 1120 р. |                               |                                                                                  |
| Собор Лулео            |            | Діоцез Лулео      | Лулео           | 1893 р.         | неоготика                     |                                                                                  |
| Собор Лунда            |            | Діоцез Лунда      | Лунд            | біля 1100 р.    |                               |                                                                                  |
| Собор Марієстада       |            | Діоцез Карлстада  | Марієстад       |                 |                               | колишній катедральний собор                                                      |
| Собор Скари            |            | Діоцез Скара      | Скара           | близько 1000 р. | готика бароко                 |                                                                                  |
| Церква Святого Миколая |            | Діоцез Стокгольма | Стокгольм       |                 |                               | Церква є катедральним храмом з 1942 р., коли був утворений Стокгольмський діоцез |
| Собор Стренгнеса       |            | Діоцез Стренгнеса | Стренгнес       |                 |                               |                                                                                  |
| Собор Уппсали          |            | Діоцез Уппсали    | Уппсала         | біля 1300 р.    | готика з елементами неоготики | Головний храм Церкви Швеції                                                      |
| Собор Гернесанда       |            | Діоцез Гернесанда | Гернесанд       | 1846 р.         |                               |                                                                                  |

## Римо-Католицька Церква
| Собор               | Зображення | Діоцез                             | Локалізація | Дата    | Стиль        | Коментар                               |
| ------------------- | ---------- | ---------------------------------- | ----------- | ------- | ------------ | -------------------------------------- |
| Собор Святого Еріка |            | Римо-католицький діоцез Стокгольма | Стокгольм   | 1892 р. | Неороманский | отримав статус катедрального у 1953 р. |